# María Eugenia Duré
María Eugenia Duré (Paraná, 17 de marzo de 1980) es una periodista y política argentina del Partido Justicialista, que se desempeña como senadora nacional por la provincia de Tierra del Fuego, Antártida e Islas del Atlántico Sur desde 2019.

## Biografía
Nació en 1980 en la ciudad de Paraná (Entre Ríos). A poca edad, se radicó con su familia en Río Gallegos (Santa Cruz) y luego en la isla Grande de Tierra del Fuego, en Ushuaia y más tarde en Río Grande.
Estudió periodismo deportivo en Buenos Aires, ejerciendo la profesión en radio y televisión, incluyendo Radio Nacional Buenos Aires entre 2004 y 2009 y el programa Estudio País 24 en TV Pública entre 2006 y 2009, como representante de Tierra del Fuego. En 2010 regresó a Río Grande, trabajando desde entonces en Radio Nacional Río Grande como conductora y productora, alcanzando más tarde el cargo de directora.
Miembro de La Cámpora, en las elecciones municipales de 2015 fue elegida al Concejo Deliberante de Río Grande por el Frente para la Victoria. En las elecciones legislativas de 2019, fue elegida senadora nacional por la provincia de Tierra del Fuego, Antártida e Islas del Atlántico Sur, en el segundo lugar de la lista del Frente de Todos encabezada por Matías David Rodríguez, que obtuvo el 41,12% de los votos.
Se desempeña como vicepresidenta de la comisión de Población y Desarrollo Humano y como secretaria de la comisión bicameral Defensor de los Derechos de Niñas, Niños y Adolescentes. Además, integra como vocal las comisiones de Relaciones Exteriores y Culto; de Agricultura, Ganadería y Pesca; de Sistemas, Medios de Comunicación y Libertad de Expresión; de Ambiente y Desarrollo Sustentable; de Turismo; de Educación y Cultura; de Deporte; de Salud; de Banca de la Mujer; y la comisión parlamentaria conjunta argentino-chilena.
En noviembre de 2020, fue designada representante del Senado en el Consejo Federal para la Lucha contra la Trata, junto a su par de San Luis María Eugenia Catalfamo. Votó a favor de la Ley de Interrupción Voluntaria del Embarazo de Argentina, que legalizó el aborto en el país.